# Свободная Германия
Национальный комитет «Свободная Германия» (НКСГ, нем. Nationalkomitee Freies Deutschland, или NKFD) — немецкая антифашистская военно-политическая организация, созданная 12 июля 1943 года из немецких военнопленных и представителей Коммунистической партии Германии при поддержке руководства СССР. Руководители НКСГ претендовали на статус немецкого антигитлеровского правительства в изгнании и политический центр немецких антифашистов, но изначально его деятельность была сведена к пропаганде. Позже НКСГ стал развёртывать военизированные формирования для работы в тылу нацистских войск, выполнявшие функции ДРГ и советских партизан, также были попытки развернуть массовое партизанское движение внутри Германии. В конце войны силы НКСГ участвовали в операциях Красной армии. Деятельность Комитета также породила Движение «Свободная Германия», в рамках которого в других странах начали создаваться подобные комитеты, в том числе и готовые оказывать вооружённое сопротивление: так, в оккупированной Греции на стороне партизан-антифашистов работал Антифашистский комитет «Свободная Германия» для организации дезертиров, а в оккупированной Франции был создан Комитет «Свободная Германия» для Запада.
Среди нацистов сотрудники НКСГ, по крайней мере присутствовавшие на фронте, были известны как «войска Зейдлица», что было связано с мифом о существовании армии НКСГ, хотя единого воинского формирования у НКСГ не было. Прозвище Seydlitz-Truppen связывали либо с офицерами, притворяющимися командирами вермахта и отдававшими или распространявшими ложные приказы, либо якобы прямо участвовавшими на фронте просоветскими немецкими солдатами, особенно в Берлинской операции, описываемыми в свидетельствах немецких военнослужащих, не подтверждаемых документами.

## Учреждение

### Предыстория
После прихода к власти в 1933 году в Германии нацистской партии, Коммунистическая партия Германии была объявлена вне закона. Начавшиеся преследования её членов вынудили многих из них эмигрировать в Советский Союз.
После нападения Германии на СССР были предприняты попытки создания из немецких военнопленных антифашистской организации. Однако они не увенчались успехом, так как у солдат и офицеров вермахта была сильна вера в победу Германии. Поражение немецких войск в Сталинградской битве привело к перевороту в мышлении и сознании многих военнопленных, их вера в непобедимость войск вермахта была серьёзно подорвана. Эти обстоятельства благоприятствовали созданию антифашистской организации.
Национальный комитет «Свободная Германия» был создан на учредительной конференции, проходившей 12 — 13 июля 1943 года в зале городского совета подмосковного Красногорска. Президентом Национального комитета был избран немецкий поэт-эмигрант Эрих Вайнерт. В руководство комитета входило 38 человек, в том числе, Антон Аккерман, Марта Арендзее, Фридрих Вольф, Эдвин Гёрнле, Вильгельм Флорин, Густав Соботка, Вильгельм Пик и Вальтер Ульбрихт, а также немногочисленные немецкие офицеры из военнопленных, в том числе граф Генрих фон Эйнзидель. Всего в составе руководства комитета было 13 рабочих, 1 крестьянин, 4 писателя, 5 общественных деятелей, 1 студент, 4 служащих, 1 священник, 4 офицера, 3 инженера, 1 учитель и 1 режиссёр, из которых 25 были военнопленными и 13 гражданских лиц — политэмигрантами-антифашистами.
По свидетельству Вольфганга Леонгарда, отрывки заснятой на плёнку торжественной церемонии основания Национального комитета демонстрировалась в киножурнале «Союзкиножурнал» перед показом художественных фильмов в кинотеатрах Москвы. С середины августа 1943 года Национальный комитет «Свободная Германия» обосновался в Доме отдыха железнодорожников в Лунёве. В Москве работа Национального комитета сосредоточилась в Городском комитете в здании в Филипповском переулке, официально именовавшемся «Институт № 99».

### «Союз немецких офицеров»
Для работы специально с пленными немецкими офицерами и выходцами из военной аристократии было предложено создать специальную организацию для офицерского состава. 11-12 сентября 1943 года был учреждён «Союз немецких офицеров» (нем. Bund Deutscher Offiziere, или BDO), президентом которого был выбран генерал артиллерии Вальтер фон Зейдлиц-Курцбах. Вице-президентами СНО были избраны генерал фон Даниельс, и полковники Штейдле и ван Гувен. Весной 1945 Главной целью СНО была антифашистская пропаганда в германских вооруженных силах. Впоследствии, в связи с изменением обстановки на фронте и явным приближением конца войны не в пользу Германии, многие высокопоставленные офицеры Вермахта постепенно присоединялись к СНО, самым видным из них был генерал-фельдмаршал Фридрих Паулюс. Всего на весну 1945 г. в Союзе немецких офицеров насчитывалось около 4 тыс. членов. Позднее в своём заявлении «Союз немецких офицеров» признал программу комитета «Свободная Германия» и присоединился к нему.

### Идеология и символика

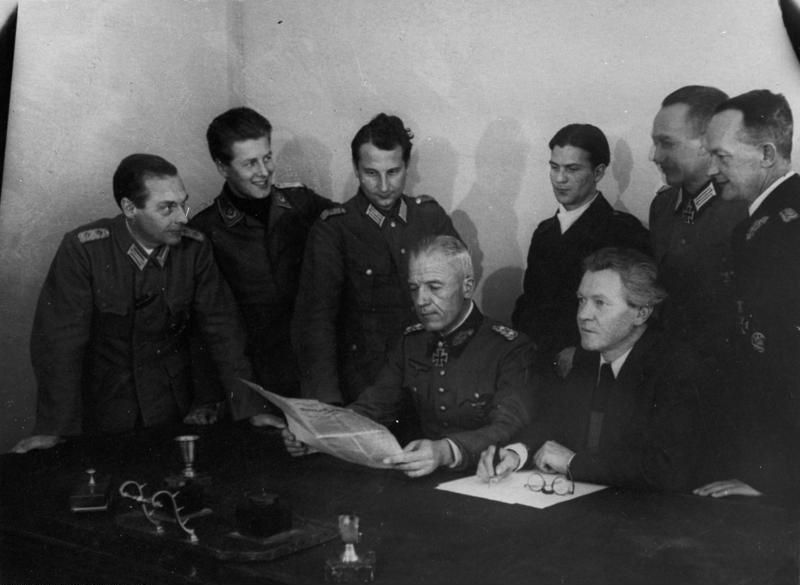
Заседание НКСГ, 1943

Цели и задачи Комитета сформулированы в манифесте, с которым он обратился к германским войскам и к германскому народу:
- мобилизация на борьбу против Гитлера и его военных преступлений всех слоёв населения, в том числе офицеров, сознающих ответственность за судьбу нации;
- полная ликвидация всех законов, основанных на расовой дискриминации и ненависти к другим народам, а также всех учреждений гитлеровского режима;
- отмена всех законов гитлеровского режима, основанных на принуждении и направленных против свободы и человеческого достоинства;
- восстановление и дальнейшее расширение политических прав тружеников, свободы слова, печати, союзов, а также свободы совести и вероисповедания;
- свобода хозяйственного развития, торговли и ремёсел;
- обеспечение права на труд и охрана собственности, приобретённой законным путём;
- возврат всего награбленного национал-социалистскими правителями имущества его законным владельцам;
- конфискация имущества военных преступников, конфискация военных прибылей;
- развёртывание торговли с другими странами;
- немедленное освобождение всех жертв гитлеровского режима и выплата им соответствующей компенсации;
- суд над военными преступниками;
- создание нового немецкого правительства.

В манифесте также был дан анализ обстановки и перспектив дальнейшего развития событий на советско-германском фронте и в самой Германии и обещана амнистия тем сторонникам Гитлера, «которые своевременно отрекутся от гитлеризма и подтвердят это делом». При этом в манифесте заявлялось, что если нацистский режим будет свергнут не изнутри, а армии стран антигитлеровской коалиции, то это приведёт к концу немецкой государственности и национальной независимости, уничтожению немецкого государства через его расчленение.
Выступая за создание демократического государства, члены НКСГ настаивали, что демократическое государство не значит восстановление Веймарской республики: бывшие военнопленные говорили, что в НСДАП или даже СС вступили из-за ненависти к Веймарской республике и её «слабости»; члены КПГ также не видели Веймарскую республику положительным явлением и в критике с военнопленными соглашались. По итогу пункт с критикой был включен и в манифест, обещавший, что новый строй не будет иметь ничего общего с «немощной» Веймарской республикой, и что он будет демократией достаточно сильной, чтоб раздавить остатки национал-социализма в стране после свержения Гитлера. Исходя из этого, в качестве флага организации был выбран не чёрно-красно-золотистый флаг Германии, а чёрно-бело-красный, использовавшийся Германской империей и до этого Северогерманским союзом, а также для того, чтоб организацию не посчитали исключительно марксистской; использовать флаг в качестве флага ГДР впоследствии не решились, по вопросу о флаге раскололось Политбюро КПГ.

## Деятельность

### Разложение армии и планы

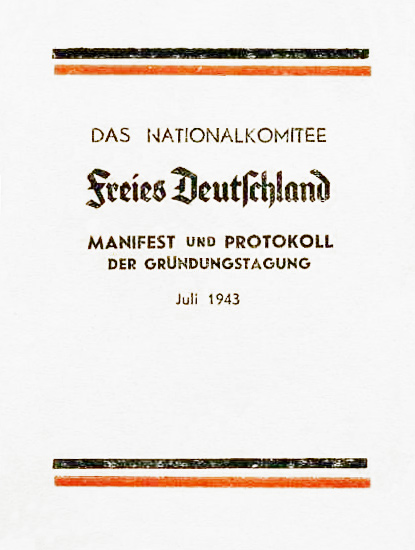
Манифест и протокол учредительного заседания Национального комитета «Свободная Германия»

Деятельность НКСГ и СГО заключалась в пропаганде и разъяснительной работе, которую комитет и союз вели на фронтах и среди всё увеличивающихся масс военнопленных. Советские официальные лица, в том числе Сталин и Молотов характеризовали НКСГ как чисто пропагандистский орган. Комитет издавал еженедельную газету «Freies Deutschland», рассылал многочисленные листовки немецким солдатам на фронте и военнопленным в советских лагерях. У комитета была своя радиостанция «Свободная Германия». На фронтах также использовали звуковые передвижки с речами генерала Вальтера фон Зейдлиц-Курцбаха, Вальтера Ульбрихта, Антона Акерманна, а также Эриха Вайнерта.
Некоторые члены комитета действовали на линии фронта, призывая германских солдат и офицеров к добровольной сдаче в плен, некоторые — в глубоком немецком тылу совместно с советскими партизанами. По состоянию на середину сентября 1943 года во фронтовой организации НКСГ действовали 17 фронтовых уполномоченных и 43 армейских доверенных лица и дивизионных помощников, а всего во фронтовой организации НКСГ на тот момент находилось от 350 до 400 человек. Создание системы фронтовых уполномоченных, которых к концу войны насчитывалось 2000 человек, оценивают как самое значимое достижение деятельности НКСГ на территории Советского Союза. Комитет «Свободная Германия» послужил стимулом для развёртывания антифашистской работы среди немецких солдат во многих оккупированных Германией странах. На основе программы, содержавшейся в манифесте, а также на основе «25 пунктов к окончанию войны», опубликованных позднее Национальным комитетом, в различных странах создавались союзы немецких эмигрантов. Велась активная работа и в советских лагерях с немецкими военнопленными.
Самая крупная пропагандистская операция НКСГ проходила при Корсунь-Шевченковской битве: Александр Щербаков обратился лично к Зейдлицу, было решено привлечь Отто Корфеса и Эрнста Гадермана. Зейдлиц обратился к немецким генералам, как минимум двух из которых знал лично, к немецким военнослужащим проникли сотрудники организации для массовой раздачи листовок — пропусков в плен, благодаря которым предъявителя сразу предоставляли сотрудникам Комитета. Из 18 200 сдавшихся в плен каждый третий предъявил листовку «Свободной Германии».
Помимо прямой пропаганды и обращений сдать оружие, к концу войны некоторые сотрудники комитета засылались в вермахт, где они сбивали немецкие с толку и, притворяясь офицерами и генералами, для дезорганизации армии отдавали ложные приказы (см. ниже).
При этом НКСГ претендовал на роль формирующегося правительства новой Германии: Манифест объявлял НКСГ представительством немецкого народа. Признания такого статуса добивался Вальтер фон Зейдлиц-Курцбах: в письме куратору СНО по линии НКВД замначальника УПВИ генерал-майору Мельникову от 8 ноября 1943 года он предлагал рассматривать членов НКСГ и СНО в качестве официальных представителей новой Германии и спрашивал, остаются ли в силе программные цели Манифеста, при этом надеясь на официальное заявление СССР о поддержке основного положения манифеста о свержении нацистского правительства и прекращении войны. Кроме того, начиная с осени 1943 года Зейдлиц разрабатывал проекты немецких боевых частей НКСГ, которые бы воевали на стороне антигитлеровской коалиции. Весной 1944 года Сталину направили «меморандум Зейдлица», в котором предлагалось признать НКСГ правительством за рубежом и сформировать «армию Зейдлица». Однако эти идеи не получали одобрения: во-первых, Сталин не доверял немцам, а во-вторых, при существовавшем положении на фронте такая армия уже была не нужна, а сам факт существования НКСГ настораживал других членов коалиции. Признание такого правительства бы означало сепаратный мир и противоречило договорённостям Союзников о «безоговорочной капитуляции Германии» и послевоенном переделе её территорий, так как в программе НКСГ говорилось о восстановлении границ Германии 1937 года. Тем не менее, среди немцев во время войны ходил слух о несуществующих «войсках Зейдлица» (подробнее см. ниже).

### Вооружённая борьба
Особых успехов НКСГ как организация, созданная для свержения нацизма силами немцев, не добился: по мере продвижения РККА к германской границе в глазах немцев война начинала приобретать «отечественное» значение, и эффективность пропаганды антифашистов падала; с антифашистами внутри Третьего Рейха, в частности, с пытавшимися убить Гитлера заговорщиками из армии, НКСГ никаких контактов не установил или почти не установил. Дух самих членов организации подрывали и слухи, что СССР готовится отдать Восточную Пруссию Польше. Руководство СССР к 1944 году почувствовало необходимость изобразить народную поддержку своего вторжения в Третий Рейх. Поэтому на первый план встали те аспекты НКСГ, которые изначально отводились на второй план: НКСГ создавался как вспомогательная сила для борьбы с вермахтом, а работа с гражданским населением Третьего Рейха была оставлена на второй план и возведена на радиостанцию «Свободная Германия», которая занималась не только идеологической обработкой слушателей, но и давала рекомендации и инструкции по ведению партизанской войны и организации антифашистского Сопротивления, говоря о примерах партизан-антифашистов и участниках Сопротивления в других странах. В Манифесте комитета говорилось о необходимости борьбы с фашизмом внутри Третьего Рейха и участия немцев в свержении фашизма. Немецкие сталинисты из КПГ также всё ещё надеялись создать и собственные «народные» силы сопротивления, которые если бы и не организовывали массовые восстания, то хотя бы вели партизанскую войну, и Вильгельм Пик, изначально характеризовавший вермахт как единственный реальный инструмент свержения режима, стал говорить о сотрудниках «Свободной Германии» как об «авангарде внутренней освободительной борьбы внутри Германии».
Были созданы Боевые группы (нем. Kampfgruppen) и Партизанские группы (нем. Freischärlergruppen), которые должны были в тылу вермахта воплощать борьбу немцев с фашизмом: «Kampfgruppen и Freischärlergruppen имеют как политические, так и военные задачи. С помощью своей пропаганды и своих дел они должны завоевать народное признание как борцы за новую, свободную Германию». Первая боевая группа была высажена северо-востоку от Пскова 8 декабря 1943 года, где в тылу нацистских войск вела подрывную деятельность. Высаженным было дано лёгкое вооружение, однако вооружённая борьба не была их основной целью: они должны были после установления связи с партизанами в тылу вермахта распространять информацию о НКСГ и создавать среди солдат ячейки организации для организованной сдачи в плен, также занимаясь саботажем; для их целей им выдавались портативные печатные станки и поддельные документы. После операции командование РККА запросило возложение на эти формирования функции разведки. Эти формирования числились при Frontorganisation НКСГ, но по воспоминаниям одного из членов Комитета, они после проводимых РККА тренировок действовали полностью самостоятельно от руководства НКСГ, хотя руководство НКСГ о них, очевидно, знало. Перед высадкой этой первой группы Зейдлиц и Эрих Круммель лично с ними попрощались; открытая цель вооружённой борьбы устанавливалась по мере потери влияния руководителей из Союза германских офицеров.
Официально смена курса была объявлена в январе 1944 года: на собрании Комитета Вайнерт объявил о начале «второй стадии» движения, и что организовать её необходимо «на максимально широкой» социальной базе. Пик заявил: «Бессмысленно ожидать, что в Германии появится военный или промышленный лидер, который остановит Гитлера на этом последнем этапе его преступной карьеры… Поэтому мы должны создать силы, которые должны спасти Германию, из немецкого народа — из рабочих, крестьян, интеллигенции. Мы должны мобилизовать и организовать борьбу со стороны немецкого народа». Для бывших солдат вермахта, сомневавшихся в патриотичности такого предприятия, партизанские формирования «Свободной Германии» сравнивались с фрайкорами фон Шилля и фон Лютцова.
К апрелю было решено провести пробу сил, и в качестве «центров германского освободительного движения» были выбраны Восточная Пруссия и Верхняя Силезия, регионы, наиболее близкие к наступавшей РККА. Немецкие партизаны были высажены, и руководство НКСГ обратилось к населению с призывом помочь им «освободить» регион. Слухи о переделе территорий Германии странами Антигитлеровской коалиции способствовали участию националистов и бывших членов вермахта, надеявшихся «освободить» регион своими силами и тем самым сохранить его за Германией. Эксперимент оказался неудачным: хотя леса Восточной Пруссии могли бы подойти для развёртывания партизанской деятельности, настроения, культура и образ мыслей местного населения делали регион едва ли не худшим выбором. Выбор был также обусловлен стремлением опереться на «исторические традиции» и опыт войны против Франции в союзе с Россией. Однако ставка на «исторические традиции» была неудачной, так как у Восточной Пруссии было много других «традиций» и эпизодов коллективной памяти, на который опирались нацисты: «менталитет пограничья», построенный вокруг образа Восточной Пруссии как восточного форпоста германизма, якобы находящегося в постоянном конфликте с поляками, русскими и прибалтами, в течение XIX века только усиливавшийся с развитием национализма и расизма и отторжения Октябрьской революции; сформированный образ подтверждался, в частности, российским вторжением в 1914 году и советским прорывом границы в октябре 1944 года, сопровождавшийся насилием против мирных жителей. Знакомые с регионом военнопленные на допросах оценивали возможности «Свободной Германии» крайне негативно, но хотя руководители из КПГ, обретавшие всё большую власть по мере разочарования пленных офицеров, об этом знали, они поддержали план. Местное население партизан не только не поддержало, но и максимально помогало борьбе властей с ними. Это определило характер дальнейших действий партизан НКСГ: они могли засылаться в качестве ДРГ и помогать РККА без местной поддержки. Среди операций НКСГ была отправка вооружённых групп в очаги сопротивления нацистских войск после закрепления на территории РККА. Осенью 1944 года из-за сознания невозможности поднять немецкий народ против Гитлера начался «кризис» в комитете. К 1945 году стратегия народного фронта с широкой базой сменилась марксисткой опорой на промышленный пролетариат, и радио «Свободная Германия» стало обращаться прежде всего к шахтёрам Вальденбурга и Зенфтенберга, ткачам Силезии и стекольщикам Лаузица; НКСГ перестал или лишился возможности засылать большие группы парашютистов и полагался прежде всего на пропаганду через радио, в то время как парашютисты занимались прежде всего разведкой. К марту 1945 года из-за разочарования в своей деятельности члены Комитета стали открыто обсуждать, не пора ли признать поражение распустить Комитет.

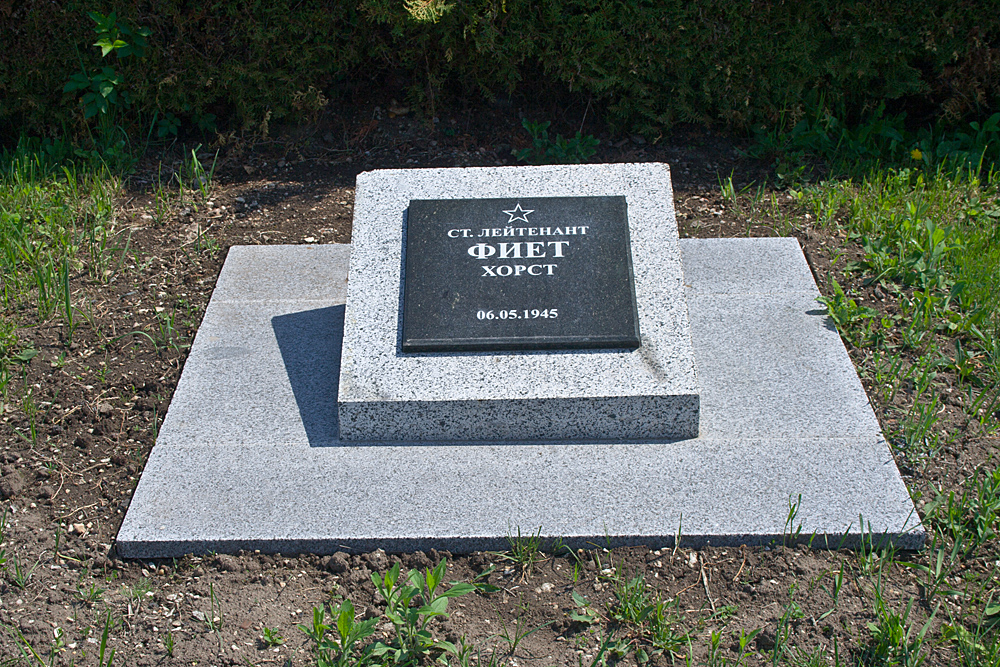
Могила Фиет, Хорст, погибшего в боях с нацистскими войсками при осаде Бреслау

Хотя попытка создать партизанское движение провалилась, в Кёльне возникла независимая группа NKFD, которая участвовала в подпольной деятельности осенью и зимой 1944—1945 годов. Несколько сотен немецких военнопленных в США и Великобритании, некоторые из которых присоединились к движению Freies Deutschland, помогли западным союзникам организовать несколько партизанских и контрпартизанских отрядов, подготовленных для парашютного десантирования в Альпах. Одна из таких операций под кодовым названием Homespun была пресечена Зипо в апреле 1945 года. По всей видимости, в Западной и Южной Германии условия для подпольной работы были удобнее, чем в Восточной Пруссии.
Хотя провальные попытки создать партизанское движение в Восточной Пруссии продолжались вплоть до 1945 года, Боевые группы параллельно продолжали использоваться для отправки в тыл вермахта на оккупированных территориях для ведения вооружённой борьбы и организации диверсий. Сперва в таких случаях им изначально давались задачи ведения пропаганды, однако из-за обстановки они присоединялись к советским партизанам и вели боевые действия с ними, как, например, в январе — феврале 1944 года при 2-м партизанском отряде в Ленинградской области; в июне 1944 года группа из 48 человек не смогла выполнить данную ей задачу, то есть заняться пропагандой в тылу вермахта, поэтому она была прикреплена к 90-й советской стрелковой дивизии на все виды довольствия и до декабря 1944 года провела группами по 2—6 человек до 200 разных акций в полосе действий группы армии «Север», в ходе которых вела пропаганду, нарушала линии связи вермахта и подрывала мосты, вела разведку и добывала документы солдат вермахта, в ряде случаев с участием советских разведчиков. Первый случай ведения Боевыми группами активных действий против вермахта произошёл 21 декабря 1943 года, когда партизанский отряд, к которому присоединилась группа НКСГ, атаковал немецкую колонну из 25 грузовиков, охраняемых танками и бронетехникой, уничтожив 4 грузовика и обезвредив 72 немецких солдата. В дальнейшем подобные задачи перед НКСГ ставились изначально при отправке и прямо, и отряды НКСГ отправлялись самостоятельно: например, 29 августа 1944 года группа НКСГ была отправлена район Валга — Выру в оккупированной нацистами Эстонии, где в число их задач входили подрывы железнодорожной линии Валга — Валмиера в нескольких местах; в ходе операции двое из пяти членов группы были убиты.
Несмотря на провал попытки создания массового антифашистского движения, которое бы своими силами свергло Гитлера и моральный упадок руководства организации, в конце войны антифашисты из числа военнопленных продолжали вступать в Kampfgruppen и участвовали в боях с нацистскими войсками, проникая к ним, притворяясь заблудившимися солдатами или сбежавшими из советского плена. Об их опасности Гитлер заявил в одном из своих обращений 15 апреля 1945 года. Изначально Kampfgruppen должны были по возможности избегать боёв, и при операциях их всегда сопровождали советские солдаты, позже они стали вести работу самостоятельно. По мере потери влияния Зейдлица и Союза германских офицеров, а затем и КПГ, вооружённая борьба с соотечественниками провозглашалась всё более прямо, и в последние четыре месяца войны Kampfgruppen забрасывались на фронт для разведки и участия в боевых операциях Красной армии: известны участие в осаде Бреслау, боях в Курляндии и наступлении в Восточной Пруссии, также в менее значительных операциях: осаде Данцига, при крепостях Грауденц и Торн. Не все операции НКСГ были одинаково удачными: так, в Бреслау они успешно разоружили часовых и ликвидировали командование СС, но основную задачу — взять немецких солдат в плен — выполнить не смогли. Перестрелки с нацистами в Бреслау привели к потерям с обеих сторон: в частности, 5 мая 1945 года погиб лейтенант Хорст Фиет. Действия НКСГ в Восточно-Прусской операции были успешными: генерал Отто Ляш в его мемуарах «Так пал Кёнгисберг» описывал следующим образом действия одной из отправленных туда групп:

…стали появляться немецкие солдаты — перебежчики, вырвавшиеся из русского плена. Однако, среди них попадались и посланцы «комитета свободной Германии» с письмами от немецких генералов, находившихся в русском плену, в частности, от Винцента Мюллера. Они призывали наших командиров к капитуляции и прекращению борьбы. Поэтому было подчас трудно определить, кто эти перебежчики — то ли честные немецкие солдаты, совершившие смелый побег из плена, то ли предатели, состоявшие на службе у русских. Так, например, в конце марта перед сторожевым охранением 561 дивизии народных гренадеров появилась довольно большая группа солдат в немецкой форме. Они сказали, что бежали из плена и потребовали отвести их на командный пункт роты. Часовой, думая что так оно и есть, показал им дорогу. Войдя в бункер командира роты, они вытащили припрятанные у них пистолеты-пулеметы и открыли огонь. Наступило замешательство, используя которое они захватили около 20 солдат и сумели уйти с ними на русскую сторону. Так мы узнали, что теперь, когда нам приходилось вести тяжелейшие бои за нашу Восточную Пруссию, немецкие солдаты группы Зайдлица боролись столь коварными методами против своих соотечественников. Как в подобных случаях поступать нашим солдатам, мы не знали. Видно, борьба потеряла смысл, если немцы воевали против немцев.
Вооружённые и разведывательные группы НКСГ отмечались и в других регионах: например, в донесениях РСХА говорилось, что группа была выявлена в Нижней Силезии.

### Seydlitz-Truppen
Название «войска Зейдлица» или «армия Зейдлица» (нем. Seydlitz-Truppen, англ. Seydlitz Troops) связано с существовавшим среди немцев мифом о просоветской армии из немецких военнопленных; оно также было дано руководством Третьего Рейха и его армии предполагаемым сотрудникам НКСГ, которые появлялись на фронте. Главным образом это относилось к военнослужащим, которые появлялись на поле боя и, притворяясь офицерами вермахта, давали ложные приказы: например, 23 октября 1944 года об увеличении активности таких Seydlitz-Truppen был издан циркуляр Рейхсканцелярии, а Герман Фегелейн отправил Гиммлеру следующую депешу: «Я пришёл к выводу, что значительная часть трудностей на Восточном фронте, в том числе развал и элементы неповиновения в ряде дивизий, проистекают из хитроумной засылки к нам офицеров из армии Зейдлица и обработанных коммунистами солдат из числа военнопленных… Необходимо расстреливать всех без исключения, кто только попробует открыть рот. Остальных нужно изолировать и приводить в порядок в течение нескольких дней». В ответ на действия НКСГ ОКВ и ОКХ издали ряд приказов: группе «Висла» предписывалось применять строгие меры по отношению к любым посторонним или неизвестным офицерам и генералам, «в кризисном положении» запрещалось оставление позиций под угрозой смерти, а по распоряжению Кейтеля любой солдат, сдавшийся в плен, не будучи раненым или готовым сражаться до последнего, приговаривался к казни. Отчёты командованию о дающих ложные приказы офицерах были и во время Берлинской операции; возможно, недоразумение, из-за которого Гитлер приказал казнить генерала Вейдлинга, также был результатом их действий.
В рамках Sippenhaft к членам семей установленных членов НКСГ применялись репрессии, но после 20 июля 1944 года они рост организации едва ли сдерживали. В января 1945 года генерал Хоссбах был отстранён Гитлером от командованием 4-й армией: Гитлер обвинил его в связи с «офицерами Зейдлица» из-за того, что тот самовольно вывел свои войска из Восточной Пруссии. Также в Третьем Рейхе всерьёз рассматривали возможность НКСГ стать альтернативным правительством Германии в Кёнигсберге. По воспоминаниям Лотара Рендулича, сам Гитлер также опасался создания «революционного правительства». Под влиянием этих опасений и циркулировавших слухов Гитлер думал о возможности создать и у западных союзников иллюзию существования «армии Зейдлица» размером в 200 000 человек, которая установит коммунистическое правительство в Германии и войдёт в Западную Европу, и таким образом спровоцировать конфликт между Западом и СССР. Немцы на войне думали, что использовавшимися советскими лётчиками трофейными Fw.190 и Bf.109, на которых были нарисованы красные звёзды, с которых сбрасывались листовки НКСГ, управляли пилоты Зейдлица.
Существует множество рассказов и свидетельств участвовавших в войне немцев, в которых упоминаются будто бы встреченные ими Seydlitz-Truppen. Обычно речь идёт о подозрительных офицерах в новой чистой форме вермахта, но также есть упоминания и якобы немцах в серой форме вермахта на стороне Красной армии, в конце войны (например, в Хальбе) воюющих на фронте, в некоторых из этих свидетельств говорится о говорится об опознавательных знаках: «буквах FD» на форме или нарукавной повязке «Комитет „Свободная Германия“», «чёрно-бело-красной нарукавной повязке». Были случаи, когда немцы из различных формирований принимали друг друга за врагов: например, было описание перестрелки между Имперской службой труда и Люфтваффе, когда одна сторона приняла другую за красноармейцев из-за коричневой формы, а другая стрельбу приняла за атаку Seydlitz-Leute. В марте 1945 года о якобы целом «батальоне» зейдлицовцев говорилось в рапорте по телефону в штаб 9-й армии. Прямое использование на фронте таких немцев в конце войны не подтверждается документами, но британский историк Тони Ле Тиссье не считает, что стоит отрицать, что «так называемые войска Зейдлица использовались в боевых действиях Советами во время Берлинской операции» из-за того, что «официальных документальных свидетельств, подтверждающих это утверждение, до сих пор не найдено ни в бывших восточногерманских, ни в советских архивах». При этом он не утверждает, что у них существовало отдельное подразделение или «армия» и не отрицает, что сам Зейдлиц занимался лишь пропагандой.

## В других странах
- В 1944 году в Греции на стороне ЭАМ работал Антифашистский комитет «Свободная Германия». В отличие от организации СССР, составленной прежде всего из военнопленных, организацию в Греции составляли дезертиры, полностью добровольно перешедшие на сторону партизан, что в определённой степени объясняется использованием при нацистской оккупации Греции большого числа «штрафных батальонов 999».
- В оккупированной Франции был создан Комитет «Свободная Германия» для Запада[фр.], объявлявший себя французской ветвью НКСГ.

## После войны
После поражения Германии члены комитета вернулись на родину в советскую зону оккупации, заменяя нацистских чиновников. Они сыграли ведущую роль в создании Германской Демократической Республики, а члены «Союза немецких офицеров» — в организации Национальной Народной Армии.
Зейдлиц был арестован в 1950 году и помещён в Бутырскую тюрьму и обвинён в преступлениях, предусмотренных статьёй первой Указа Президиума Верховного Совета СССР от 19 апреля 1943 года. Основными свидетелями по делу фон Зейдлица были пленные немецкие генералы фон Колани и Бек-Беренс. Бек-Беренс показал, что как начальник штаба 16-й армии отдавал преступные приказы, а командир 12-й пехотной дивизии Зейдлиц их преступно выполнял. Дело Зейдлица было рассмотрено за один день в закрытом судебном заседании военного трибунала войск МВД Московского военного округа без свидетелей, причём быстро: судебное заседание открылось в 11:35, а приговор (25 лет) был оглашён в 15:55. Был освобождён из-под стражи в 1955 году после визита в Москву канцлера ФРГ Аденауэра.

## Память
В 1985 году по инициативе руководства ГДР в Красногорске был создан Мемориальный музей немецких антифашистов. Экспозиция была развёрнута в бывшем здании Центральной антифашистской школы военнопленных.